# Protium leptostachyum
Protium leptostachyum är en tvåhjärtbladig växtart som beskrevs av José Cuatrecasas. Protium leptostachyum ingår i släktet Protium och familjen Burseraceae. Inga underarter finns listade i Catalogue of Life.